# 石川バイパス (青森県)
石川バイパス（いしかわバイパス）は、青森県弘前市大字石川字留岡から同市大字堀越字川合までの国道7号のバイパス道路である。途中平川市を通過している。

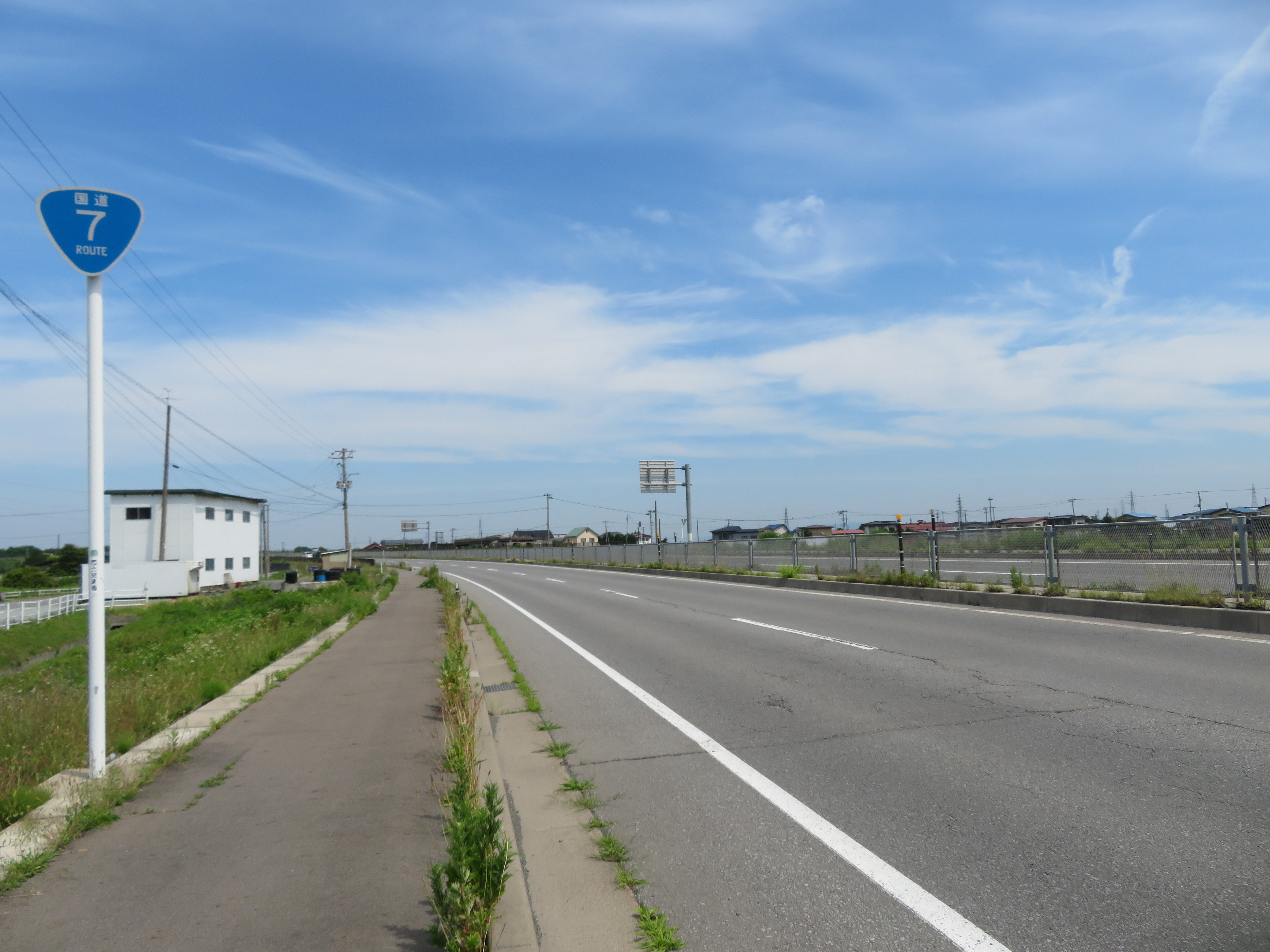
青森県平川市大坊竹原付近

## 概要
起点付近の弘前市・大鰐町境界で東北自動車道大鰐弘前ICと接続し、終点側では弘前バイパスと接続する。
1980年（昭和55年）10月27日に暫定2車線で開通し、2012年（平成24年）3月30日に全線4車線で開通した。

### 路線データ
- 起点 : 青森県弘前市大字石川字留岡
- 終点 : 青森県弘前市大字堀越字川合
- 延長 : 4.6 km
- 道路規格 : 第3種第1級
- 設計速度 : 80 km/h
- 道路幅員 : 23.5 m[注釈 1]
- 車線幅員 : 3.5 m
- 車線数 : 4車線

### 歴史
- 1973年度（昭和48年度） - 都市計画決定・事業化[2][3]。
- 1975年度（昭和50年度） - 用地着手[2]。
- 1978年度（昭和53年度） - 工事着手[2]。
- 1979年（昭和54年）9月27日 - 東北自動車道大鰐弘前IC - 青森IC間の開通に合わせて、起点 - 大鰐弘前IC間延長0.2 kmが暫定2車線で開通[3][4]。
- 1980年（昭和55年）10月27日 - 残区間が暫定2車線で供用開始し、石川バイパス全線開通[2][3][5]。
- 2007年度（平成19年度） - 4車線化事業着手・工事着手[2][1][6]。
- 2010年（平成22年）12月24日 - 弘前市大字石川字留岡 - 平川市大坊間延長3.5 kmが4車線化[2][1]。同日には主要地方道大鰐浪岡線アップル大橋も開通し合わせて完成記念式典を実施[7]。
- 2012年（平成24年）3月30日 - 弘前大橋を含む平川市大坊 - 弘前市大字堀越字川合間延長1.1 kmが4車線化。石川バイパス全線4車線化[2][1]。

## 路線状況

### 橋梁
- 弘前大橋（平川）
- 弘前小橋
- 鷹匠橋（前川）

### 道路施設
- 道の駅ひろさき

## 地理

### 通過する自治体
- 青森県
  - 弘前市 - 平川市 - 弘前市

### 交差する道路
- 青森県道260号石川百田線（旧道）（弘前市大字石川、高速道路石川入口交差点）
- 東北自動車道（弘前市大字石川、大鰐弘前IC）
- 青森県道41号弘前環状線（弘前市大字石川、春仕内交差点）
- 青森県道13号大鰐浪岡線（バイパス）（平川市岩館、岩館交差点）

### 接続するバイパスの位置関係
（新潟方面）大鰐バイパス - 大鰐改良 - 石川バイパス - 弘前バイパス - 常盤バイパス（青森方面）